# 荔湾区
荔湾区，是中国广东省广州市的一个市辖区，位於广州市西部，與芳村區合併之前是广州老四区之一，被廣州市府定位為“最具岭南特色的中心城区”。2005年與芳村区合并后的荔湾区的总面积為59.10平方公里，“荔湾”得名自“荔枝湾”，區政府駐芳村大道西2號。

## 歷史
荔湾区原为古城广州之西郊，旧称西园、西关，因区内有著名的“荔枝湾”而得名。廣州有一句老說話是：「東村、西俏、南富、北貧」，那個“西俏”就是指西關，這區的特色是富商巨賈聚居之處，和眾多娛樂場所的立足地。西關風情就是形容清朝時期廣州富人的生活。
秦始皇时代起曾先后隶属于番禺、南海等县管辖，反复更变。至宋朝宋太祖开宝五年，荔湾地段属南海县管辖，此后一直未变。明朝时，这里已是中国对外通商与文化交流的重要口岸；清康时為中國唯一的外贸商埠───十三行的所在地。清咸丰九年，沙面被迫租借给英、法作租界。清末，荔湾地区西关為南海县衙直辖区，西村、泮塘一带农村属南海县恩洲堡管辖。
廣州清初所產棉花，以輕暖出名，號“廣花”；“廣之線紗”，於十三行之財富積累也有助推。由於本埠棉布價廉物美於英國布，出口甚多。在巨大利益驅使下，棉花來料加工迅速興起，西關農田被大量開發，修築廠房街道，錦華、經綸、麻紗等地方便於此時期出現。廣州紡織業帶之形成，帶動了印染、機具、漿緞、制衣、制帽、鞋襪、絨線等行業的興盛。下西關湧郊區也被發展為高尚住宅區，業主有不少是因紡織業大旺而獲益的洋行買辦。西關在當時有所謂“八橋之盛”（匯源、蓬萊、三聖、志喜、永寧、牛乳、大觀和德興）。
辛亥革命后，西关工商业区劃歸广州市区范围。民国17至19年，原属南海县管辖的南岸、澳口、增埗、西场等农业区划入广州市区范围。民国34年抗日战争胜利后，国民政府重新把广州划为28个行政区，收回的租界沙面也新设成区。此时荔湾区域内设有长寿、西禅、逢源、黄沙、陈塘、沙面各区，南岸、西山、太平区有部分地段属今荔湾范围。1949年10月14日，中共攻佔广州後，在以上各区成立人民政府。
1950年6月，西禅区与长寿区合并称为长寿区，逢源区与黄沙区合并称为荔湾区，南岸区改名西村区。逢源区的三沙、泮塘农业区划归西村区。陈塘区并入太平区（后并入中区）。各区人民政府相应成立。而沙面区則改为市直辖沙面街办事处，後改辖于太平区。
1952年9月，长寿区、荔湾区及西村区的彩虹、西村、泮塘、西增、小梅街和南源镇合并成立西区，并成立西区人民政府，後改称西区人民委员会。
1959年4月，泮塘、三沙等农业社加入三元里人民公社，划出西区。1960年4至7月，原属中区的清平人民公社（含清平、岭南、沙面三街地段）与秀丽、光扬、华林、宝华四街并入西区。西区同时接管了三元里人民公社的同德、横沙、沙凤、三沙、西郊等5个大队和石井人民公社7个大队。
1960年8月，西区改名荔湾区。
1961年复建18个街道办事处。同年9月，区辖内农村大队全部划回郊区管辖。
2002年1月18日，荔湾区正式接管了原轄白云区的大坦沙岛。
2005年5月，广州市调整行政区划，將原芳村区的行政区域划归荔湾区管辖。
2016年10月28日，广州市荔湾区人民政府驻地由金花街道中山七路328号迁移至石围塘街道芳村大道西2号。荔湾区政府旧址于2019年7月1日变成了广州市公安局荔湾区分局综合办证大厅的新址。

## 轄區
新荔灣区下辖22个街道，即原来荔湾区13个街道和原来芳村区9个街道。
- 属原荔灣区的街道：华林街道、逢源街道、龙津街道、彩虹街道、多宝街道、岭南街道、西村街道、南源街道、金花街道、昌华街道、桥中街道、站前街道、沙面街道。现时一般以荔湾区北片区统称；
- 属原芳村区的街道：石围塘街道、花地街道、茶滘街道、沖口街道、白鹤洞街道、东漖街道、东沙街道、中南街道、海龙街道。现时一般以荔湾区南片区或芳村片区统称。

## 人口
2020年，荔灣區第七次全国人口普查年常住人口123.83万人。

## 经济
现在荔湾区是广州市唯一一个拥有一河两岸美丽景色的辖区。西岸为芳村，经济主要以花卉、蔬菜种植、水产养殖为主，近十年主要发展花鸟鱼虫及茶叶、家具批发如南方茶叶市场及花鸟鱼虫批发市场。而东岸则为传统商业繁华地段，有上下九步行街、南方大厦、华林玉器街等经济特色。

## 景點

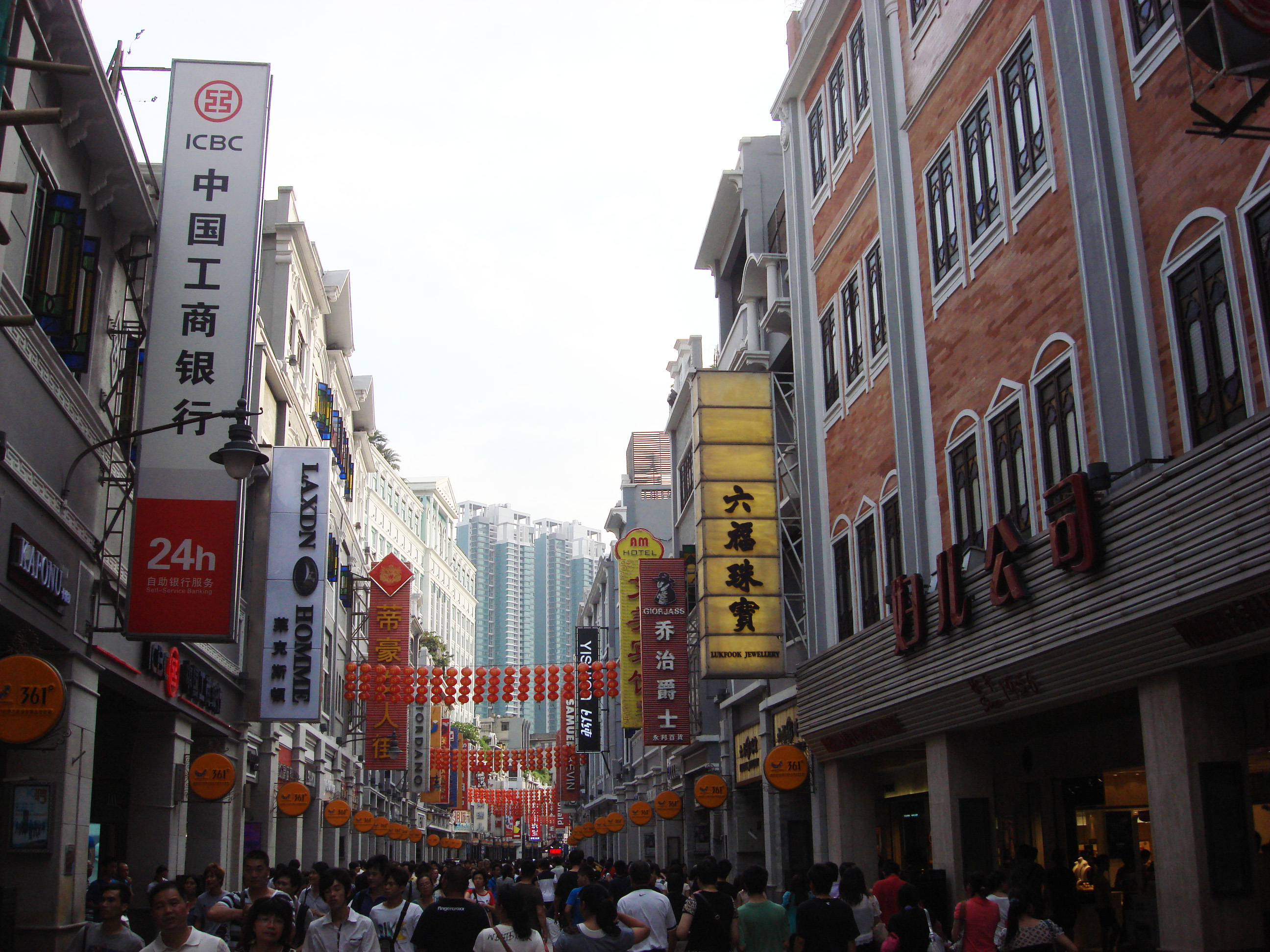
上下九步行街

荔湾区的景点有陈家祠、沙面、上下九步行街、流花湖公园、西苑、荔灣湖公園、西關大屋、黄大仙祠、广州花卉博览园、聚龙村、荔枝湾、坑口观音庙，白鹅潭酒吧街，华林寺，仁威庙，恩宁路骑楼街，广州文化公园，醉观公园，大沙河湿地公园等。

## 著名大廈
荔湾区的著名大厦有白天鹅宾馆、南方大厦、荔灣廣場、广州汇丰大厦，广州地标性建筑物广州圆大厦（位于荔湾区东沙大道）等。

## 交通
荔湾区位于广州市中心城区西部，是连接佛山的主要出入口，交通网络纵横交错：连接周边市区的内环路西半环、环城高速西半环等快速干道，贯通珠江两岸的珠江大桥、人民桥、鹤洞大桥、东沙大桥及珠江隧道、洲头咀隧道等桥梁隧道；由北往西南方面分别连接机场高速、广清高速、广佛放射线、龙溪大道、广珠西线、东新高速等主要交通出口；西有滘口客运站，南有芳村客运站，还有可通世界各地口岸的新风港；已有和规划地铁1、5、6、8、11、10、13、22号线及广佛线共9条城市地铁，以及广肇城际铁路、广佛江珠、广珠城际北延线3条城际轻轨贯穿。

### 主干道
旧荔湾区（即不含芳村地区）的主干道有东风路、中山路、環市路、六二三路、南岸路、黄沙大道、康王路、荔湾路、人民路等，原芳村區范围内的则有龍溪大道、花地大道、鶴洞路、芳村大道等。

### 高速公路
荔湾区的高速公路有 广州环城高速、 广珠西线高速、 东新高速。

### 橋樑及隧道
荔湾区的橋樑及隧道有：
珠江大橋、珠江隧道、内环路广佛放射线：连接荔湾区内的北片区与芳村片区。
人民桥、鶴洞大橋、丫髻沙大橋、洲头咀隧道：连接荔湾区和海珠区。
五丫口大橋、沙尾大橋：连接广州市荔湾区与佛山市南海区。
东沙桥：连接荔湾区与番禺区。

### 地鐵
- █1号线：陳家祠站、長壽路站、黄沙站、芳村站、花地灣站、坑口站、西塱站
- █5号线：滘口站、坦尾站、中山八站、西場站、西村站
- █6号线：河沙站、坦尾站、如意坊站、黃沙站、文化公园站
- █8号线：文化公园站、华林寺站、陈家祠站、彩虹桥站、西村站
- █10号线：西塱站、花圍站、東沙站
- █11号线：彩虹桥站、中山八站、如意坊站、石圍塘站、芳村站、大冲口站、沙涌站、鶴洞東站
- █广佛线：龍溪站、菊樹站、西塱站、鶴洞站、沙涌站

#### 在建線路及車站
- █13号线二期：西場站、彩虹桥站
- █22号线：南漖站、西塱站、芳村站

同時，亦有規劃22号线北延段、25号线等线路經過荔灣區內。

## 教育

### 中学
荔湾区的中学有广东实验中学（高中部）、广雅中学、广州市第一中学、广州市第四中学、广州市协和高级中学、广州市真光中学、广州市培英中学（校本部）、广州市西关外国语学校、西关培英中学等。

### 小学
荔湾区的小学有沙面小学、西关培正小学、华侨小学、真光中英文小学等。